# Harasztifalu, Vas
Harasztifalu  este un sat în districtul Körmend, județul Vas, Ungaria, având o populație de 158 de locuitori (2011). 

## Demografie
Componența etnică a satului Harasztifalu
     Maghiari (100%)
Componența confesională a satului Harasztifalu
     Romano-catolici (68,99%)
     Reformați (6,96%)
     Fără religie (2,53%)
     Necunoscută (21,52%)
Conform recensământului din 2011, satul Harasztifalu avea 158 de locuitori. Din punct de vedere etnic, majoritatea locuitorilor (100,0%) erau maghiari.  Din punct de vedere confesional, majoritatea locuitorilor (68,99%) erau romano-catolici, existând și minorități de reformați (6,96%) și persoane fără religie (2,53%). Pentru 21,52% din locuitori nu este cunoscută apartenența confesională.